# Rudolf Rieks
Rudolf Rieks (* 19. April 1937 in Bottrop; † 22. August 2024 in Hamburg) war ein deutscher Altphilologe.

## Leben
Nach dem Abitur im Jahr 1956 am Bottroper Jungengymnasium studierte Rieks Klassische Philologie an der Universität Tübingen (bei Wolfgang Schadewaldt und Ernst Zinn). 1964 wurde er mit einer Dissertation zum Humanitas-Prinzip im 1. Jahrhundert n. Chr. promoviert, die drei Jahre später unter dem Titel Homo, humanus, humanitas: Zur Humanität in der lateinischen Literatur des 1. nachchristlichen Jahrhunderts gedruckt wurde. Seine Habilitation erreichte Rieks 1973 an der Ruhr-Universität Bochum, wo er 1975 zum außerplanmäßigen Professor ernannt wurde. 1978 wechselte er als außerordentlicher Professor an die Universität Bamberg, wo er 1994 zum ordentlichen Professor befördert wurde und 2002 in den Ruhestand trat. Sein Nachfolger auf der Professur wurde Thomas Baier, der 2008 nach Würzburg wechselte.
Im Zentrum von Rieks’ Forschungsarbeit stand die römische Literatur unter formalen, gattungstheoretischen, philosophischen und wirkungsgeschichtlichen Fragestellungen. Zur Rezeption der römischen Literatur in der französischen Literatur der Frühen Neuzeit veröffentlichte er mehrere Beiträge.

## Schriften (in Auswahl)
- Homo, humanus, humanitas: Zur Humanität in der lateinischen Literatur des 1. nachchristlichen Jahrhunderts. W. Fink, Tübingen 1967.
- Affekte und Strukturen: Pathos als ein Form- und Wirkprinzip von Vergils Aeneis. C. H. Beck, München 1989.
- Drei lateinische Tragiker des Grand Siècle. Bayerische Akademie der Wissenschaften, Philosophisch-Historische Klasse: Sitzungsberichte 1989, Heft 3. C. H. Beck, München 1989.